# Morpho hydorina
Morpho hydorina är en fjärilsart som beskrevs av Butler 1872. Morpho hydorina ingår i släktet Morpho och familjen praktfjärilar. Inga underarter finns listade i Catalogue of Life.